# Dar al-Wuzara
Le Dar al-Wuzara est un palais en ruines situé dans la cité califale de Madinat al-Zahra érigée au Xe siècle par les Omeyyades d'Espagne à 8 km à l'ouest de Cordoue, en Espagne.
Également dénommé « Casa de los Visires » (« Maison des ministres ») ou « Grand salon occidental », l'édifice était autrefois appelé « Dar al-Jund » ou « Casa Militar » (« Maison de l'armée »),. 

## Localisation
Le Dar al-Wuzara se dresse dans le secteur nord-est du palais califal, qui occupe la terrasse la plus élevée de Madinat al-Zahra.
Il est situé immédiatement à l'ouest de Bab al-Sudda, la façade-portique du palais califal (Puerta principal del Alcázar), et au nord du « Salón Rico ».

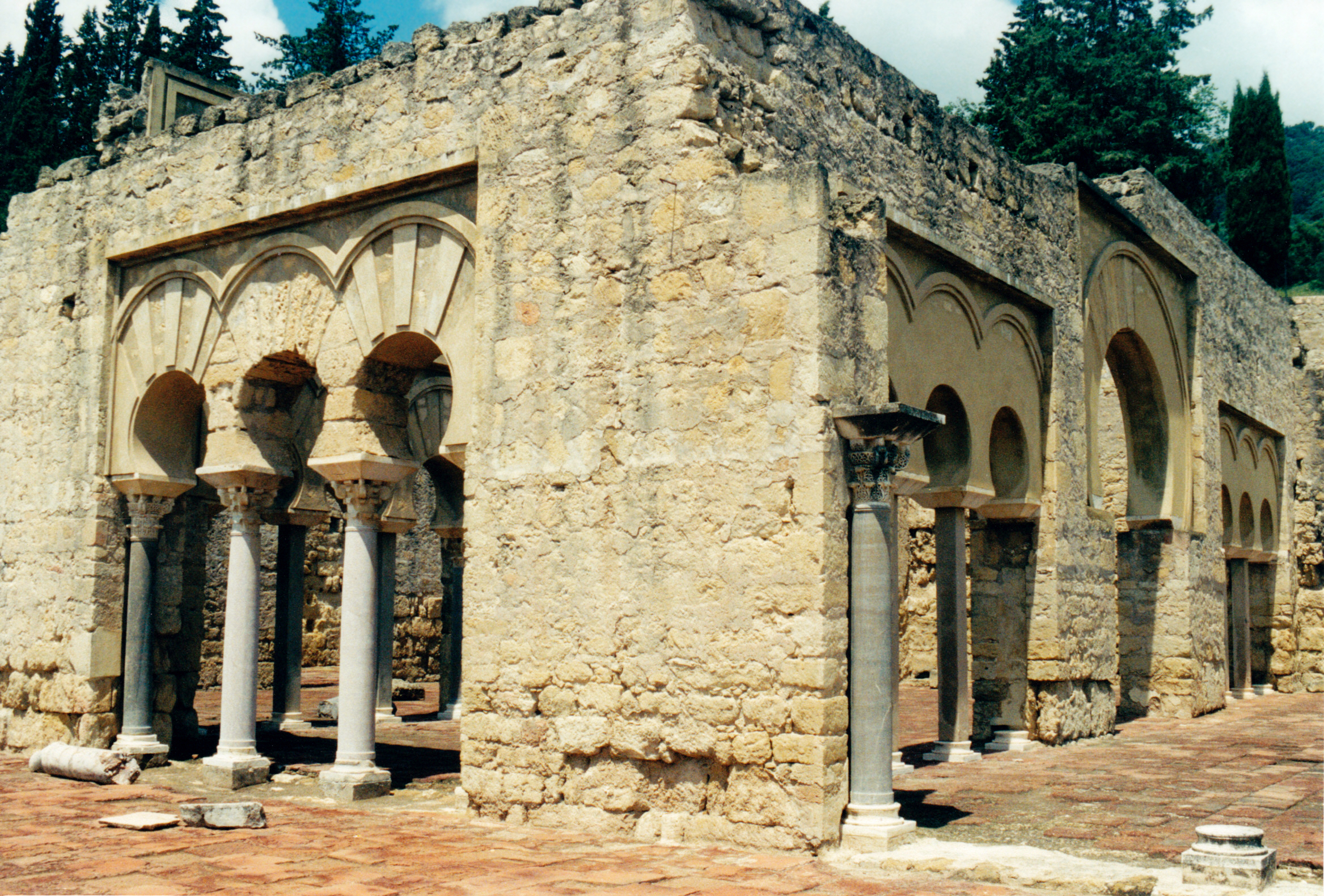
Façades méridionale et orientale.

## Historique
Érigée à partir de 936 par le calife omeyyade Abd al-Rahman III, la cité califale de Madinat al-Zahra est détruite et pillée en 1010 lors de la première fitna, guerre civile entre musulmans qui fait suite à l'abdication  en 1009 de Hicham II, dernier calife légitime de Cordoue, et qui mènera à la désintégration du califat de Cordoue.

## Architecture
L'édifice possède cinq nefs parallèles précédées par un portique.
Les cinq nefs, orientées au sud, sont en ruines et ne possèdent plus de toitures. 
Les murs de l'édifice sont percés de grandes portes à arcs outrepassés ainsi que de baies groupées par deux ou par trois composées de colonnes au fût monolithique dont les chapiteaux sculptés de motifs végétaux supportent des arcs outrepassés à claveaux saillants, regroupées sous un encadrement rectangulaire appelé alfiz.

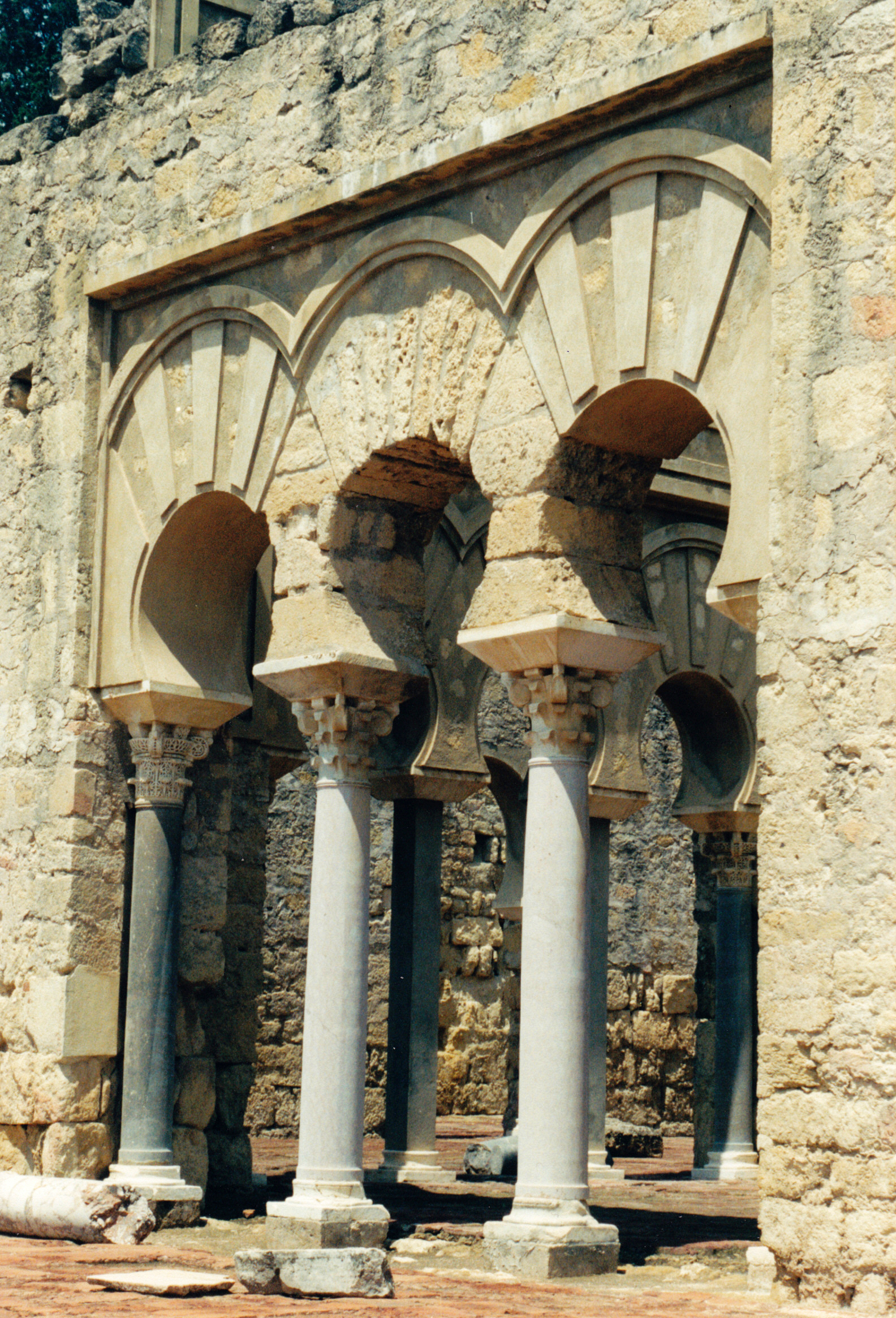
Triplet de baies outrepassées.
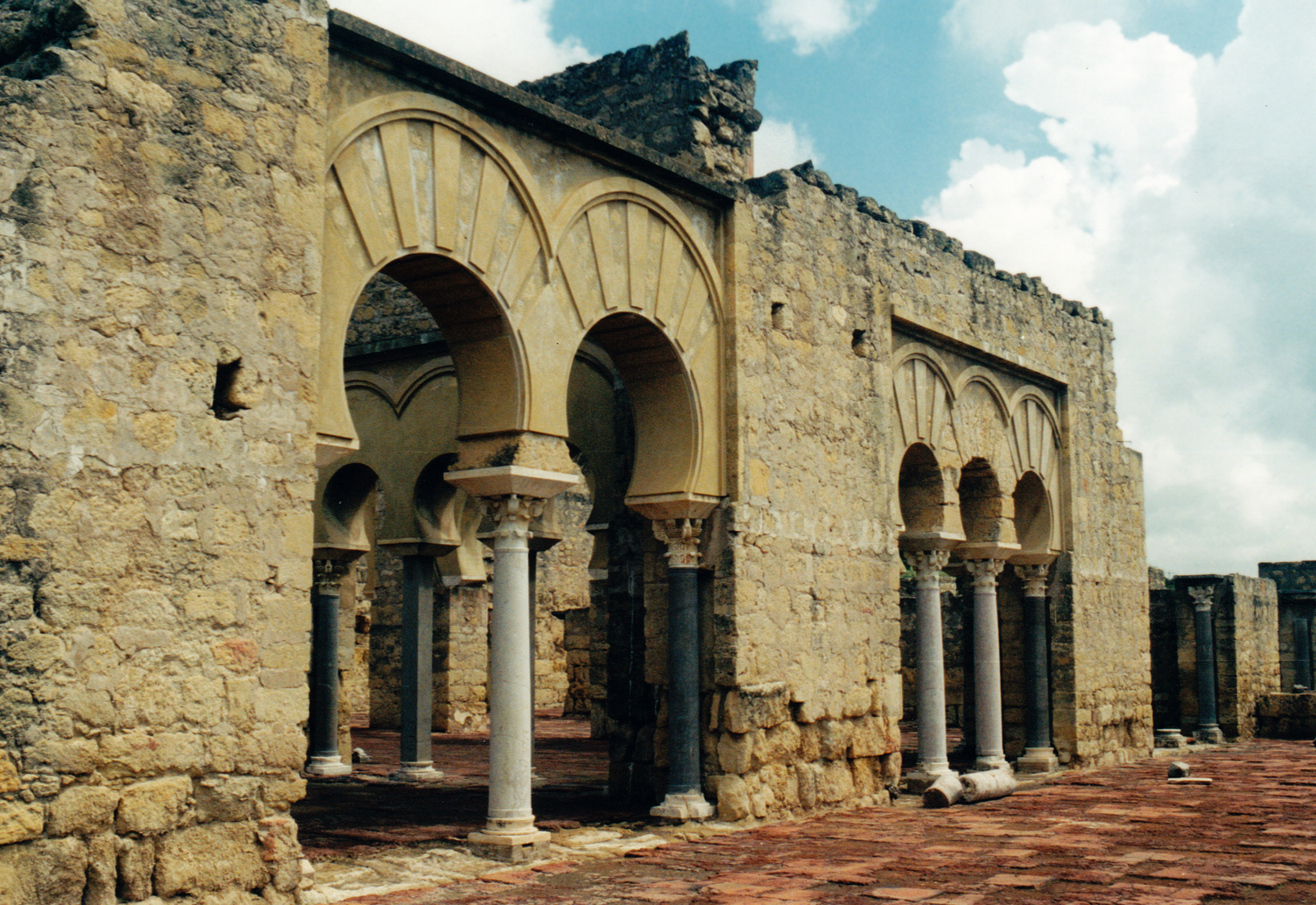
Baies outrepassées groupées par deux et par trois.